# Palác Pitti
Palác Pitti čili palác Pittiů,  italsky Palazzo Pitti, se nachází ve Florencii, na levém břehu řeky Arno, v oblasti Oltrarna, ve svahu na náměstí Piazza Pitti. V současnosti slouží jako muzeum a galerie, je sídlem současného muzea Museo degli argenti. Na palác navazují zahrady Boboli. Palác a zahrady jsou na seznamu památek světového dědictví UNESCO jako součást položky „Vily a zahrady Medicejských v Toskánsku“.

## Historie
Palác byl postaven pro florentského bankéře Lucu Pittiho, který si objednal návrh stavby u Fillippa Brunelleschiho. Podmínkou bylo, aby okna byla velká nejméně jako portál paláce Medicesjkých-Riccardiů. Stavba byla zahájena roku 1457. 
Původní budova byla třípatrová se sedmi okny v prvním a druhém patře. Po bankrotu Pittiho dědiců byl palác prodán rodině Medicejů. Jejich hlavním sídlem se stal v roce 1550. Eleanora Toledská, manželka Cosima I., pověřila Bartolomea Ammannatiho rozšířením paláce o další dvě křídla. 
Dne 21. ledna 1599 se v Pittiovském paláci konalo první veřejné představení opery Dafne Jacopa Periho s Vittorií Archileiovou.
Další úpravy proběhly v 17. století pod vedením Giulia a Alfonse Parigiů. Do 19. století zde sídlily rodiny Medicejů a po jejich vymření roku 1737 bezdětným Gianem Gastonem Medicejským přešel dědictvím na Lotrinské Habsburky. Palác se stal sídlem členů královské rodiny arcivévodů toskánských, z habsburské sekundogenitury, po jejich svržení italskou osvobozeneckou armádou v roce 1859 byl zabaven. V současnosti zde sídlí Museo degli argeti (Muzeum zlatnictví) svým rozsahem největší v celé Evropě. Jsou zde vystaveny umělecké sbírky rodiny Medicejů, dále dynastie habsbursko-lotrinské a zpřístupněny rezidenční prostory s většinou původním nebo dobovým zařízením.

## Muzea

### Galleria Palatina
Tato palácová galerie se nachází v prvním patře paláce Pitti. Byla otevřena veřejnosti roku 1833. Je zde přibližné 1000 maleb z období baroka a renesance. Jsou to díla například Petra Pavla Rubense,Sandra Botticelliho, Tiziana a Veroneseho.

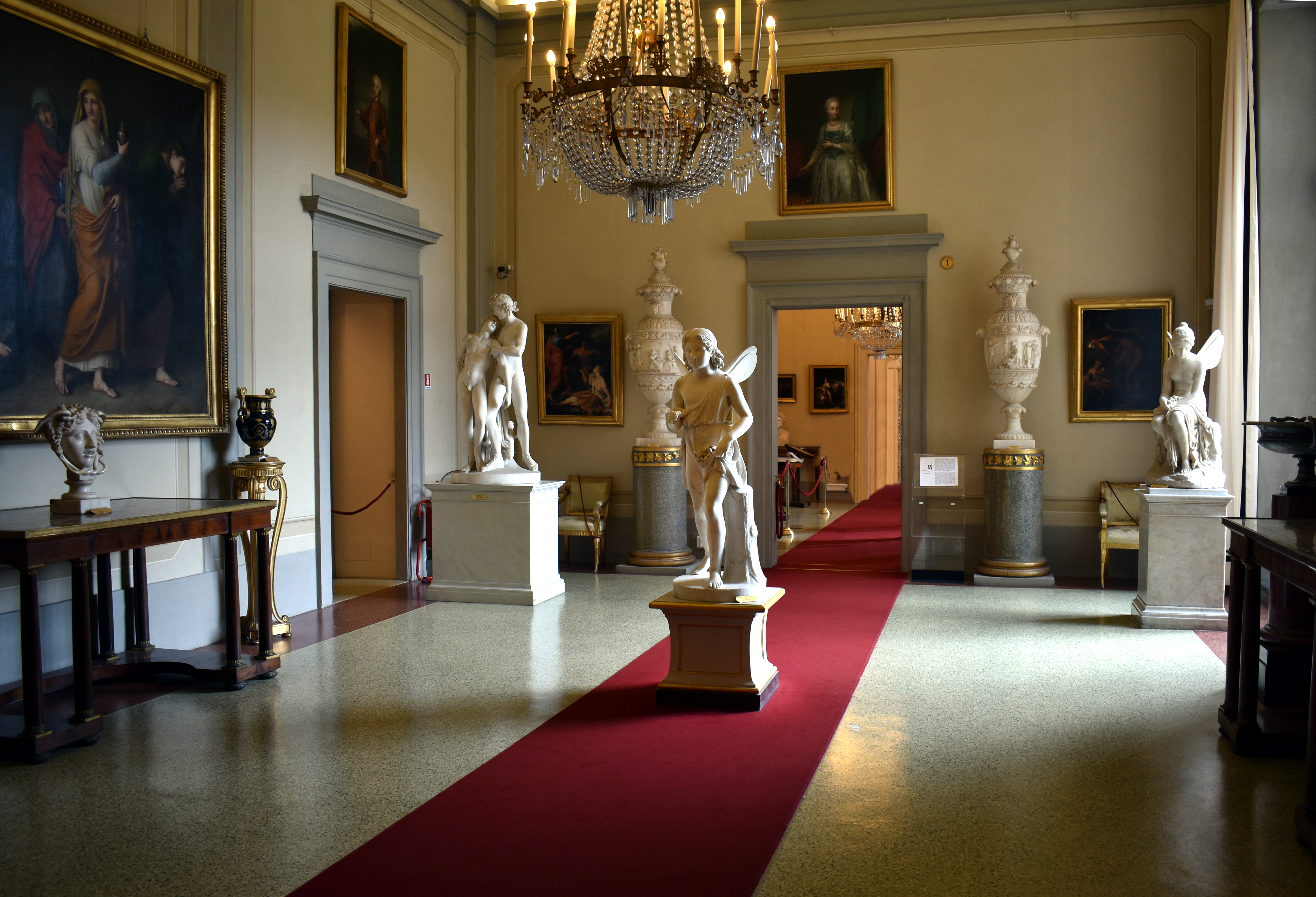
Interiér paláce

### Královské apartmány
Tyto apartmány byly zbudovány v 17. století v 1. patře jižního křídla paláce Pitti. V 18. a 19. století byly renovovány neoklasickém stylu. Jsou bohatě zdobené freskami a podobiznami členů rodiny Medici od Justuse Sustermansa. V těchto místnostech bývali ubytovaní významní hosté – papežové, králové a zahraniční diplomaté.

### Museo degli Argenti
Prostory Muzea stříbra, respektive bývalé stříbrné klenotnice (stříbrnice) umístěného v přízemí a mezaninu, využívala rodina Medici jako letní byt. Jsou zde předměty ze zlata a stříbra, sklo, nábytek a další cennosti rodiny Medici.

### Galleria d'Arte Moderna
Vystavovaná sbírka děl z období konce 18. století až po rané 20. století byla založena Leopoldem Lorrainem roku 1784. Veřejně přístupnou se stala roku 1922.